# Together We're Strong
Singles de Mireille Mathieu
A Santa Maria
(1982) Je veux l'aimer
(1983)
Pistes de Je veux l'aimer
Viens, viens Mélodie Éternellement amoureuse
Together We're Strong est une chanson de Mireille Mathieu et de l'acteur américain Patrick Duffy sortie en France en 1983 sur le label Ariola.
Œuvre de Ralph Siegel et de Richard Palmer-James, la chanson connaîtra un beau succès en Europe. Elle est extraite de l'album Je veux l'aimer sortie en 1983 chez Ariola mais est également tirée de l'album allemand Nur für dich sorti la même année chez Ariola.
La face B du disque, Something's Going On, chanson de Ralph Siegel et de Phil Coulter, est également un duo entre Mireille Mathieu et Patrick Duffy.

## Classements
| Pays              | Meilleure position | Certification | Ventes  |
| ----------------- | ------------------ | ------------- | ------- |
| France            | 5                  |               | 300 000 |
| Belgique Flandres | 4                  |               |         |
| Allemagne         | 34                 |               |         |
| Pays-Bas          | 2                  |               |         |
| Finlande          | 2                  |               |         |